# Crotophaga sulcirostris
Crotophaga sulcirostris là một loài chim trong họ Cuculidae.

## Hình ảnh

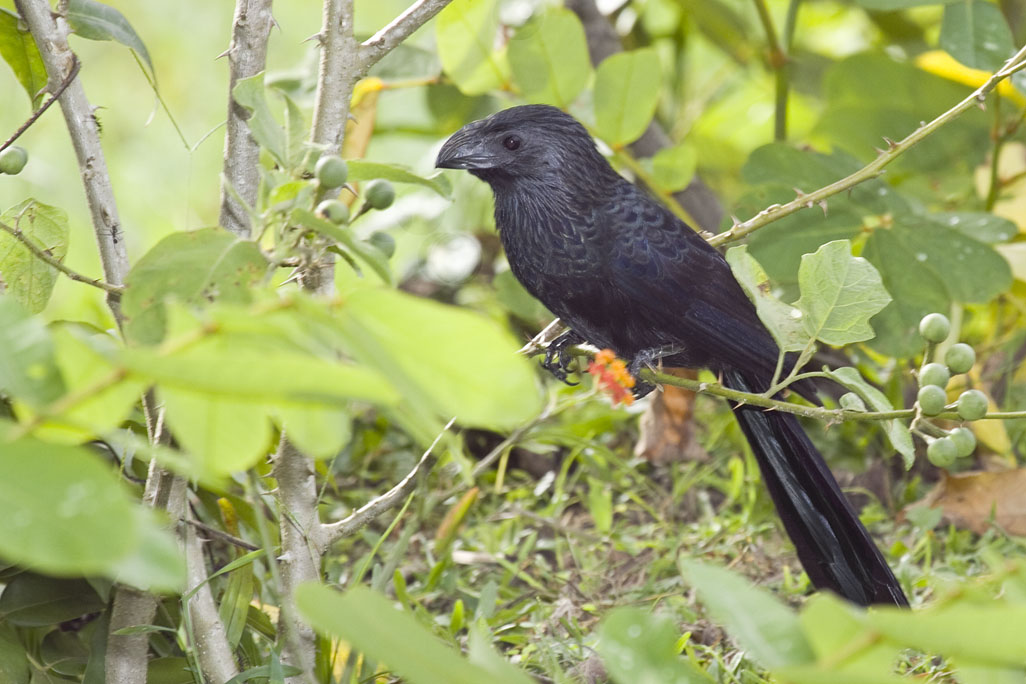
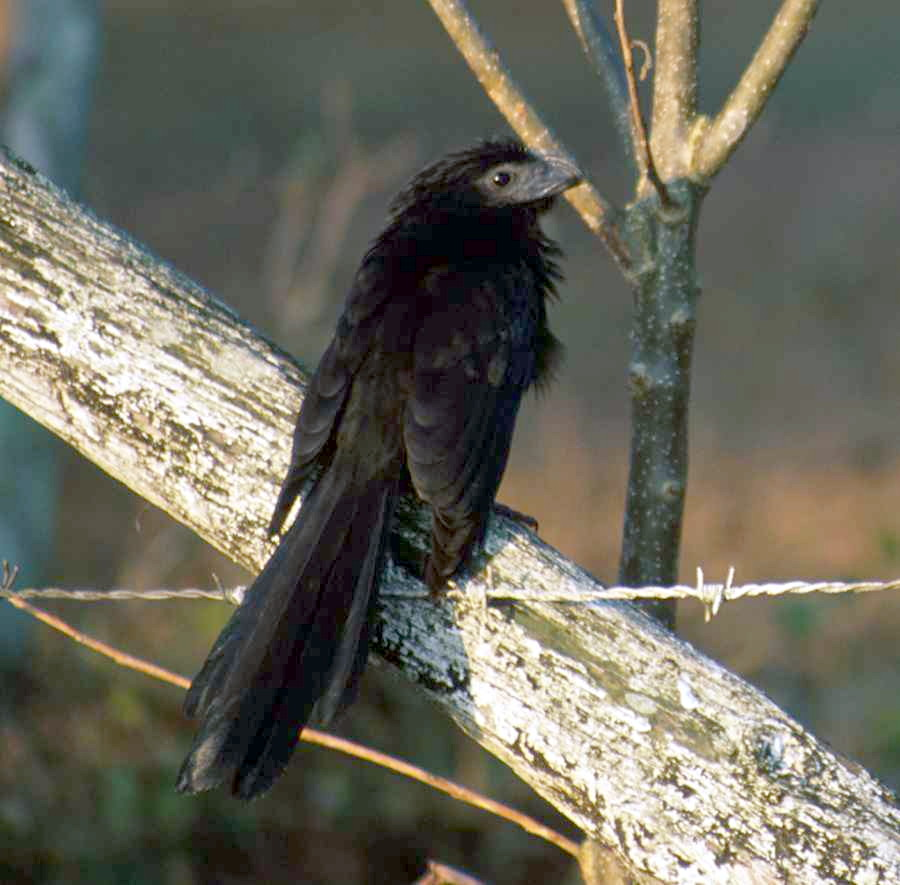
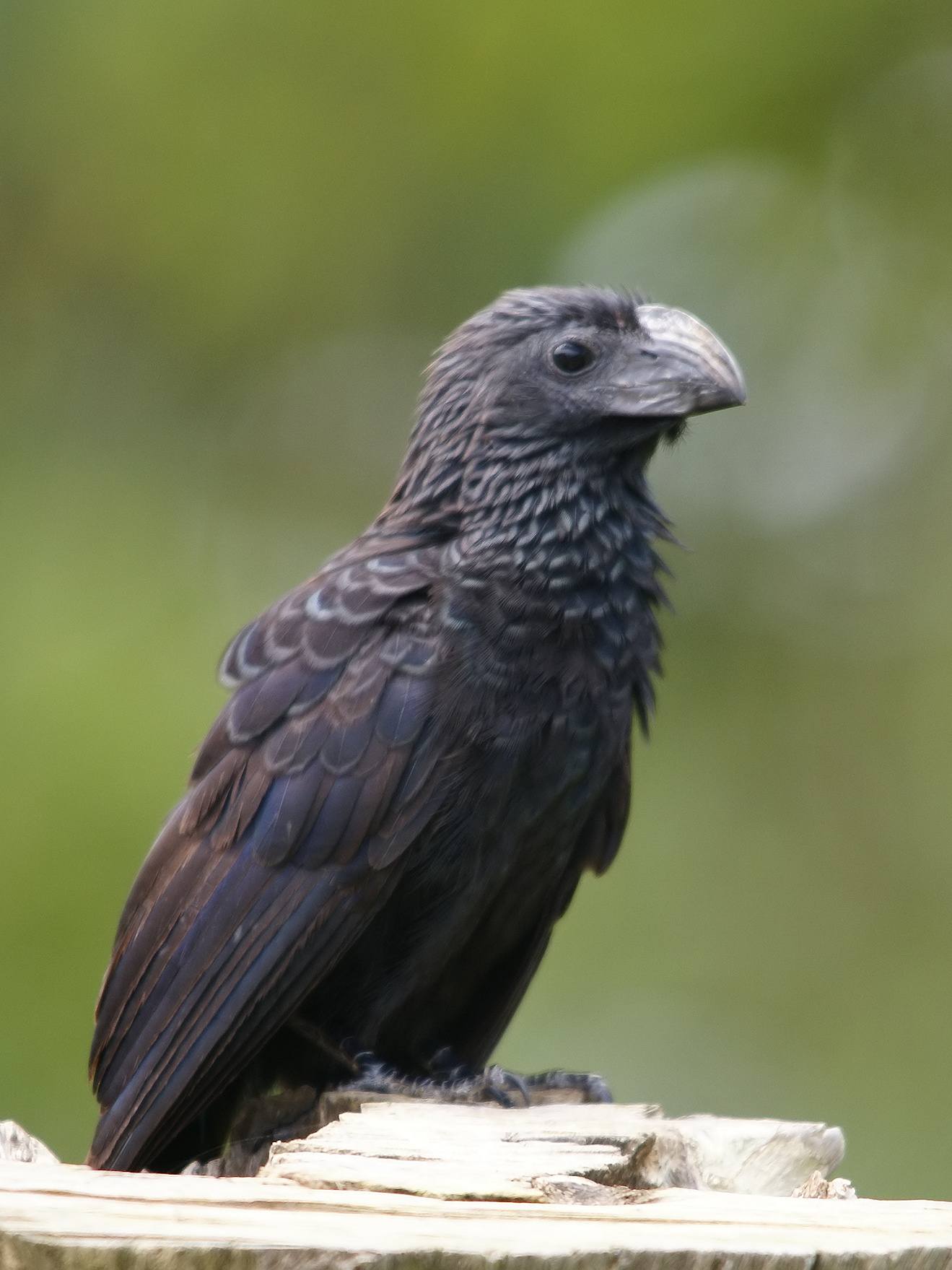